# Công nghiệp bán dẫn

Xuất khẩu vi mạch điện tử theo quốc gia tính đến năm 2016, theo phân loại buôn bán hàng hóa của hệ thống HS-4.

Xuất khẩu vật liệu bán dẫn riêng biệt tính đến năm 2016, theo Hệ thống hài hòa mô tả và mã hóa hàng hóa HS-4 của Liên Hợp Quốc

Công nghiệp bán dẫn là tập hợp toàn bộ các công ty tham gia vào lĩnh vực thiết kế và chế tạo chất bán dẫn. Ngành công nghiệp này hình thành vào khoảng năm 1960, ngay khi lĩnh vực chế tạo linh kiện bán dẫn trở thành một ngành kinh doanh có thể phát triển và tồn tại độc lập. Kể từ đó, doanh thu hàng năm của ngành này đã tăng lên đến trên 481 tỷ đô la Mỹ, tính đến năm 2018. Nói cách khác, ngành công nghiệp bán dẫn là động lực phía sau cả một ngành công nghiệp điện tử rộng lớn hơn, với doanh số thường niên của mảng điện tử công suất là 216 tỷ đô la Mỹ tính đến 2011, doanh số điện tử tiêu dùng được kỳ vọng đạt mức 2,9 nghìn tỷ đô vào năm 2020, doanh số mảng công nghệ được kỳ vọng ở mức 5 nghìn tỷ đô la Mỹ năm 2019, và mảng thương mại điện tử với trên 29 nghìn tỷ đô vào năm 2017.
Linh kiện bán dẫn được sử dụng nhiều nhất là MOSFET (transistor hiệu ứng trường kim loại-oxit bán dẫn, hay transistor MOS), được phát minh bởi hai kỹ sư người Mỹ là Mohamed M. Atalla và Dawon Kahng tại Phòng thí nghiệm Bell năm 1959. Thang tỷ lệ MOSFET và tiểu hình hóa vẫn luôn là nhân tố cơ bản đứng đằng sau sự gia tăng nhanh chóng theo cấp số mũ của công nghệ bán dẫn kể từ thập niên 1960. Chiếc MOSFET, vốn chiếm đến 99,9% tất cả các transistor, chính là động lực phía sau ngành công nghiệp bán dẫn và là linh kiện được chế tạo số lượng lớn nhất trong lịch sử, với tổng cộng ước tính là 13 ngàn mũ 7 (1,3 × 1022) chiếc MOSFET được sản xuất ra trong giai đoạn từ 1960-2018.

## Các doanh nghiệp lớn nhất
| Thứ hạng | 2018     | 2017     | 2011     | 2006      | 2000     | 1995       | 1992       | 1990       | 1986    | 1985       | 1975     |
| -------- | -------- | -------- | -------- | --------- | -------- | ---------- | ---------- | ---------- | ------- | ---------- | -------- |
| 1        | Samsung  | Samsung  | Intel    | Intel     | Intel    | Intel      | NEC        | NEC        | NEC     | NEC        | TI       |
| 2        | Intel    | Intel    | Samsung  | Samsung   | Toshiba  | NEC        | Toshiba    | Toshiba    | Toshiba | TI         | Motorola |
| 3        | SK Hynix | TSMC     | TSMC     | TI        | NEC      | Toshiba    | Intel      | Hitachi    | Hitachi | Motorola   | Philips  |
| 4        | TSMC     | SK Hynix | TI       | Toshiba   | Samsung  | Hitachi    | Motorola   | Intel      | ?       | Hitachi    | ?        |
| 5        | Micron   | Micron   | Toshiba  | ST        | TI       | Motorola   | Hitachi    | Motorola   | ?       | Toshiba    | ?        |
| 6        | Broadcom | Broadcom | Renesas  | Renesas   | Motorola | Samsung    | TI         | Fujitsu    | ?       | Fujitsu    | ?        |
| 7        | Qualcomm | Qualcomm | Qualcomm | Hynix     | ST       | TI         | ?          | Mitsubishi | ?       | Philips    | ?        |
| 8        | Toshiba  | TI       | ST       | Freescale | Hitachi  | IBM        | Mitsubishi | TI         | ?       | Intel      | ?        |
| 9        | TI       | Toshiba  | Hynix    | NXP       | Infineon | Mitsubishi | ?          | Philips    | ?       | National   | ?        |
| 10       | Nvidia   | Nvidia   | Micron   | NEC       | Philips  | Hyundai    | ?          | Matsushita | ?       | Matsushita | ?        |

| Tên công ty            | Quốc gia đặt trụ sở    | Loại hình nhà sản xuất | Sản phẩm kim khí                                                                                              |
| ---------------------- | ---------------------- | ---------------------- | --- |
| Samsung Electronics    | Hàn Quốc               | IDM                    | Bộ nhớ flash NAND, RAM động, bộ cảm biến CMOS, máy thu-phát tần số vô tuyến, màn hình OLED, ổ đĩa SSD         |
| Intel                  | Hoa Kỳ                 | IDM                    | |
| TSMC                   | Đài Loan               | Chế tạo thuần túy      | |
| SK Hynix               | Hàn Quốc               | IDM                    | |
| Micron                 | Hoa Kỳ                 | IDM                    | RAM động, bộ nhớ flash NAND, ổ đĩa SSD, bộ nhớ flash NOR, cổng NAND có kiểm soát, bó đa chip                  |
| Qualcomm               | Hoa Kỳ                 | Phi sản xuất           | |
| Broadcom               | Hoa Kỳ                 | Phi sản xuất           | |
| Toshiba                | Nhật Bản               | IDM                    | |
| Texas Instruments (TI) | Hoa Kỳ                 | IDM                    | |
| Analog Devices         | Hoa Kỳ                 | IDM                    | Bộ khuếch đại, bộ chuyển đổi dữ liệu, các sản phẩm nghe-nhìn, tần số vô tuyến và vi ba, máy cảm biến, hệ MEMS |
| Microchip              | Hoa Kỳ                 | IDM                    | Vi điều khiển và linh kiện bán dẫn tương tự                                                                   |
| NXP                    | Hà Lan/ Hoa Kỳ         | IDM                    | |
| MediaTek               | Đài Loan               | Phi sản xuất           | |
| Infineon               | Đức                    | IDM                    | |
| STMicroelectronics     | Thụy Sĩ                | IDM                    | |
| Sony                   | Nhật Bản               | IDM                    | |
| ARM                    | Vương quốc Anh/ Hoa Kỳ | Phi sản xuất           | |
| AMD                    | Hoa Kỳ                 | Phi sản xuất           | |
| Nvidia                 | Hoa Kỳ                 | Phi sản xuất           | |
| Renesas                | Nhật Bản               | IDM                    | |
| GlobalFoundries        | Hoa Kỳ                 | Chế tạo thuần túy      | |
| ON Semiconductor       | Hoa Kỳ                 | IDM                    | |
| UMC                    | Đài Loan               | Chế tạo thuần túy      | |
| Apple                  | Hoa Kỳ                 | Phi sản xuất           | |
| Fujitsu                | Nhật Bản               | IDM                    | |
| Hitachi                | Nhật Bản               | IDM                    | |
| IBM                    | Hoa Kỳ                 | Phi sản xuất           | |
| Mitsubishi Electric    | Nhật Bản               | IDM                    | |
| Panasonic              | Nhật Bản               | IDM                    | |
| Maxim Integrated       | Hoa Kỳ                 |                        | |

## Theo quốc gia và khu vực

### Doanh thu
| Thứ hạng | Xưởng chế tạo | IDM               | Phi sản xuất      |            |
| -------- | ------------- | ----------------- | ----------------- | ---------- |
| 1        | Đài Loan      | Hoa Kỳ            | Hoa Kỳ            | Đài Loan   |
| 2        | Hoa Kỳ        | Hàn Quốc          | Đài Loan          | Hoa Kỳ     |
| 3        | Trung Quốc    | Nhật Bản          | Trung Quốc        | Trung Quốc |
| 4        | Israel        | Liên minh châu Âu | Liên minh châu Âu | Singapore  |
| 5        | Hàn Quốc      | Đài Loan          | Nhật Bản          | Nhật Bản   |

### Bằng sáng chế
| Thứ hạng | Quốc gia   | Số bằng sáng chế (ước lượng) |
| -------- | ---------- | ---------------------------- |
| 1        | Nhật Bản   | 30.500                       |
| 2        | Hàn Quốc   | 13.500                       |
| 3        | Hoa Kỳ     | 9.500                        |
| 4        | Đài Loan   | 4.000                        |
| 5        | Trung Quốc | 3.500                        |
| 6        | Đức        | 2.500                        |